# Суицидологија
Суицидологија је млада наука специјализована за разумевање и превенцију суицида. Представља синтезу знања из психологије, психијатрије, медицине и социологије.